# Рихтер, Мартин
Мартин Рихтер (чеш. Martin Richter; 6 декабря 1977, Простеёв, Чехословакия) — чешский хоккеист, защитник. В составе сборной Чехии чемпион мира 2001 года и серебряный призёр чемпионата мира 2006 года.

## Биография
Мартин Рихтер начал свою карьеру в 1995 году, а закончил в 2015-м. За 20 лет он сменил множество команд в разных странах. Самыми главными достижениями Рихтера являются золотые медали чемпионата мира 2001 года и чешской Экстралиги 2002 и 2011 годов.

## Достижения
- Чемпион мира 2001
- Серебряный призёр чемпионата мира 2006
- Чемпион Чехии 2002 и 2011
- Чемпион Польши 2014
- Бронзовый призёр чемпионата Чехии 2003 и 2004

## Статистика
- Чемпионат Чехии — 496 игр, 89 очков (26+63)
- Чемпионат Польши — 107 игр, 60 очков (11+49)
- АХЛ — 82 игры, 10 очков (3+7)
- Чемпионат Швеции — 75 игр, 3 очка (2+1)
- Чемпионат Финляндии — 67 игр, 13 очков (5+8)
- Сборная Чехии — 59 игр, 13 очков (4+9)
- Чемпионат Словакии — 50 игр, 11 очков (1+10)
- Чемпионат России — 14 игр
- Кубок Шпенглера — 7 игр, 1 очко (0+1)
- Континентальный кубок — 6 игр, 4 очка (0+4)
- Кубок Польши — 4 игры
- Всего за карьеру — 967 игр, 204 очка (52+152)